# Dwergcelschoorsteentje
Het dwergcelschoorsteentje (Anthostomella arenaria) is een schimmel behorend tot de familie Xylariaceae. Het komt voor op afgevallen bladeren van grassen. Het is bekend van vochtige stengels van duinriet (Calamagrostis epigejos).

## Kenmerken
De schimmel heeft kleine zwarte bolletjes (perithecia) van 0,1-0,3 mm diameter, meestal verborgen behalve een kleine opening (ostiole), en cilindrische structuren genaamd asci, die dunwandige sporen bevatten. De asci zijn ilindrisch, met korte steel, dunwandig, met 8, 1-rijige sporen en meten 76-95 x 6 micron. De ascosporen zijn elliptisch, ongelijkzijdig en olijfbruin van kleur, meestal met twee oliedruppels, vaak met een onduidelijke overlangse kiemspleet en meten 1,5 - 2 x 1,5 micron.

## Vergelijkbare soorten
Hoewel het lijkt op andere soorten, zoals A. ammophila en A. tumulosa, zijn er verschillen in sporenvorm en grootte.

## Verspreiding
In Nederland komt het uiterst zeldzaam voor.